# 24135 Lisann
24135 Lisann è un asteroide della fascia principale. Scoperto nel 1999, presenta un'orbita caratterizzata da un semiasse maggiore pari a 2,6343207 UA e da un'eccentricità di 0,0151014, inclinata di 3,71917° rispetto all'eclittica.